# Concepción del Norte (ort)
Concepción del Norte är en ort i Honduras.   Den ligger i departementet Departamento de Santa Bárbara, i den västra delen av landet, 160 km nordväst om huvudstaden Tegucigalpa. Concepción del Norte ligger 204 meter över havet och antalet invånare är 946.
Terrängen runt Concepción del Norte är huvudsakligen kuperad, men söderut är den bergig. Concepción del Norte ligger nere i en dal. Runt Concepción del Norte är det ganska tätbefolkat, med 124 invånare per kvadratkilometer. Närmaste större samhälle är Potrerillos, 19,3 km öster om Concepción del Norte.  